# 王怿
王怿（？—？），琅邪临沂（今山东省临沂市）人，东晋中外大都督、太傅、丞相、始兴文献公王导的孙子，督浙江东五郡、镇军将军、会稽内史、散骑常侍王荟的儿子，王廞的兄弟。
王怿是个白痴，不能分辨豆和麦，当时都认为他是殷道矜一类的人，没有肯与之通婚的。王家派一个叫恭心的西南夷侍女服侍王怿，因此生下一个男孩，名为崑崙。王怿后来娶南阳乐玄的女儿，没有儿子，就改了崑崙的名字为琨，立王琨为嗣子。